# Cauayán de Cuyo
Cauayán es una isla situada en el mar de Joló. Forma parte del Archipiélago Cuyo, un grupo de cerca de 45 islas situadas al noreste de la isla  de Paragua, al sur de Mindoro y Panay.
Administrativamente forma parte de Lubid, uno de los 17 barrios que forman el municipio de Cuyo perteneciente a la provincia de Paragua en Filipinas.
La zona horaria  es UTC/GMT+8.